# اره‌ماهی (فیلم)
اره‌ماهی یا شمشیرماهی(به انگلیسی: Swordfish) یک فیلم اکشن جنایی مهیج آمریکایی محصول سال ۲۰۰۱ به کارگردانی دامینیک سینا و نویسندگی اسکیپ وودز و با بازی جان تراولتا، هیو جکمن، هلی بری، دان چیدل و وینی جونز است.
داستان فیلم دربارهٔ استنلی جابسون، یک هکر است که به دلیل مهارت فوق‌العاده‌اش در هک کردن، برای استخدام در یک عملیات سرقت از بانک در نظر گرفته می‌شود.